# Lamprosema foedalis
Lamprosema foedalis là một loài bướm đêm trong họ Crambidae.